# Gánóczy Antal
Kisóczi és gánóczi Gánóczy Antal (Kassa, 1728 körül – Pozsony, 1790. december 10.) teológiai doktor, nagyváradi kanonok.

## Élete
A 18. század első felében született Kassán, ahol a gimnáziumot és a bölcseletet végezte; 1745-ben az egri papnövendékek közé lépett és a nagyszombati szemináriumban hallgatta a hittudományokat. 1746. július 17-én a szemináriumi szabályok megtartására az eskümintát sajátkezűleg írta az illető könyvbe. Csáky Miklós érsek kinevezte szertartójává. Egy ideig mint érsekújvári (Nyitra megye) plébános és apostoli főjegyző működött. 1764-ben pozsonyi, 1768-ban nagyváradi kanonokká (április 22-én iktatták székébe), majd a budai papnevelőintézet igazgatójává nevezték ki.
Miként Fessler a magyarok történetéről írt nagy munkája előszavában írja, különösen Gánóczy buzdítására lépett a magyar történetirói pályára. 1780. január 26-án kapta kezéhez a római Arkádia-társaság Florideus Moeonius névvel taggá választó levelét, mely tisztességben addig csak báró Patacsics kalocsai érsek részesült. 1781. december 24-én az erfurti tudós társaság választotta őt tagul; ennek örömére őt Mihalóczy György és Jósa Gergely latin versekkel üdvözölték.

## Munkái
- Prudentia humana, seu Ars. qua Homo se. fortunamque suam in altum provehere potest. Opus utile primum ex Anglico in Germanicum transpositum, nunc vero latine redditum, et novis additionibus auctum et illustratum. Tyrnaviae, 1762 (W. Britaine munkája. 2. kiadás. Pozsony, 1777. Magyarra fordította Horvát József, Emberi okosság...Tyrnaviae 1764. és Buda és Nagyszombat, 1781. cz.)
- Dissertatio Controversistica historico-theologica de usu calicis, seu de Sumtione S. S. Eucharistiae Sacramenti sub utraque specie cum appendice ad catholicos. Tyrnaviae, 1765
- Izsák a megváltónak képe. Nagy-Várad, év. n. (G. A. N. V. K. jegyekkel. Metastasióból latin fordítása, Tyrnaviae, 1769
- Dissertatio historico-critica de S. Ladislao Hungariae rege fundatore Episcopatus Varadiensis. Viennae, 1775 (Melyben Pray állításait és véleményeit cáfolja. Ism. Anzeigen, Wien. V.) Online
- Episcopi Varadinenses fide diplomatum concinnati. Viennae, 1776. Két kötet. Kézirata a m. n. múzeumi könyvtárban.)
- A Szent Sacramentomoknak, vagy-is az Evangéliombéli hét szentségeknek magyarázása. Nagy-Várad, 1779
- Libellus castigatus, sive refutatio argutiarum, quas scriptor anonymus adversum diploma S. Stephani regis, archi-abbatiae S. Martini Sacri Montis Pannoniae anno MI. collatum, sophistice objicit. Nagy-Várad, 1779 (Németül Miller Jakab Ferdinand ford. Gestraftes Büchelchen cz. Nagy-Várad, 1780) Online
- A Credónak vagyis az apostolok Vallásának magyarázása. Nagy-Várad, 1780
- Rövid alagya, mellyel a nagymélt. Kolegrádi gróf urat Kolonitz Lászlót, midőn a váradi püspökségbe bé iktattatnék, mélyen tisztelte. Nagy-Várad. (1780)
- Antonii Ganóczy... Dispunctio Diatribae a Georgio Pray Dioecesis Strigoniensis Presbytero in Dissertationem de Sancto Ladislao Rege Hungariae, Episcopatus Magno-Varadiensis Fundatore conscriptam editae, Nagy-Várad, 1781 (Pray tovább is azon állítását védelmezvén, miszerint a nagyváradi püspökség nem szent László, hanem még szent István által állíttatott volna fel. G. ismét ezen újabb munkájával felelt.)
- Elegia Chrysostomo Hannulikio. Nagy-Várad, 1781
- Panegyricum, honoribus ill. ac magnif. d. Josephi Ürményi de eadem... dicatum a Florideno Meonio. Nagy-Várad, 1782